# Mik Berger
Mik Berger (* 1958 in Hamburg) ist ein deutscher Werbetexter und Autor.
Berger war von 1987 bis 2006 als Kinderhörspiel-Autor tätig für Karussell/Universal, Walt Disney und Lego. Seit 2001 betätigt er sich als Schriftsteller.
2005 erhielt Mik Berger den Conni-Award für mehr als 2 Millionen verkaufte Tonträger von Conni.

## Werke
Hörspiele
- Das verrückte Labyrinth
- Pink und seine Freunde
- Jagd der Vampire
- Kathi und die Pferde
- Stop & Go
- Luftikus & Schuftikus
- Lexikon der Tiere
- König der Löwen
- Little Forrest Friends
- Conni/Meine Freundin Conni

Bücher
- Kolumbien - sí o no?
- Reiseland Kolumbien
- Laura und der Zaubergürtel
- Mila und Merlin
- 99 Möglichkeiten, eine Flasche zu öffnen
- 99 Möglichkeiten, sich zu entlieben
- 99 Möglichkeiten, sich vor der Arbeit zu drücken
- 99 Möglichkeiten, so richtig viel Geld zu sparen
- Growing - Der siebte Tag

| Personendaten    | Personendaten            |
| ---------------- | ------------------------ |
| NAME             | Berger, Mik              |
| KURZBESCHREIBUNG | deutscher Schriftsteller |
| GEBURTSDATUM     | 1958                     |
| GEBURTSORT       | Hamburg                  |